# Сад (гурт)
«Сад» — український рок-гурт із Дніпра, створений у 1982 році.

## Історія
Гурт «Сад» створено 16 вересня 1982 року як самодіяльний музичний колектив одного з палаців культури м. Дніпропетровська. Всі учасники гурту, поза основним місцем роботи, у вільний час обслуговували культурні заходи ПК, і через те мали можливість неофіційно займатися музикою під його дахом, а точніше — у підвалі.
Через рік, створивши стартовий репертуарний потенціал, гурт здійснює спробу набути професійного статусу, працюючи в різноманітних держкультзакладах як музичний колектив з обслуговування вечорів відпочинку молоді. Однак, безкомпромісна боротьба із чиновниками з управління культурою за право на вільну творчість, змушує учасників гурту влітку 1985 року відмовитись від спроб розвитку в цьому напрямку та перейти до безпосередньої реалізації мети створення гурту — рок-музики. Фактично це означало — свідоме занурювання у underground через безробіття, тобто напівлегальний спосіб життя в умовах режимного міста та ризик бути позбавленими волі за «дармоїдство».
Дворічне самозаточення змінилось періодом, який можна охарактеризувати як період активної суспільно-музичної діяльності гурту — «Сад» бере дійову участь в спробі створення у Дніпропетровську міського рок-клубу та обласної рок-асоціації, бере участь в рок-фестивалях та акціях, виступає з благодійними концертами. Поява інформації про гурт в ЗМІ давала надію на швидку «розкрутку» та широку відомість. Не змусили на себе чекати й пропозиції різних обласних філармоній неосяжного СРСР, що відчиняли шлях до зоряної радянської естради… Однак, накопичений роками негативний досвід взаємовідношень з радянською бюрократичною машиною, а також творче відчуття змушували «Сад» зробити свій єдиний вірний вибір — вибір «голодної свободи».
Подальшу долю гурту визначив період розпаду СРСР, поглибивши underground, протягом якого відбулися дві «клінічні смерті», що призвели до виходу з команди перспективних музикантів, болючу переоцінку досягнутих результатів тими, хто «вижив» та, як закономірний наслідок, зміну складу гурту і народження нових творчих ідей.
З грудня 1994 року гурт «Сад» є незалежним професійним музичним колективом (ТОВ «Група САД»). А з 1997 року, переїхавши до Києва, продовжує боротьбу за право на вільну творчість, знаходячись в умовах фактичної відсутності шоу-бізнесу в Україні.
Творчість гурту САД цілком справедливо можна визначити афоризмом — «Heavy metal — в кожну хату!», який музиканти прагнуть послідовно втілювати в життя за найкращими традиціями класичного року.
Композиції виконуються українською та російською мовами, як на власні тексти, так і на твори Д.Андрєєва, К.Бальмонта, Шарля Бодлера, М.Волошина, Генрі Лонгфело, А. Нуваса, Л. Українки, Мігеля де Унамуно, Т.Шевченка та інших.

## Склад гурту
- Сергій Решетник— гітара, вокал;
- Андрій Дроздов — бас-гітара, клавішні, вокал;
- Павло Зубков — барабани, перкусія;
- Віра Бондар — скрипка;
- Володимир Берестов — клавішні;
- Володимир Толмачов — computer aided engineering, звукорежисура;
- Олена Решетник — тур-менеджмент; фото-відео;
- Оксана Лагутєєва — менеджмент, вебдизайн.

## Дискографія
Альбоми:
- «ТРАНСМУТАТОР» — 2001 р. (м. Київ);
- «Доле, де ти?! Акустика» — 2004 р. (м. Київ);
- «Дворовая песня» — 2006 р. (м. Дніпропетровськ);
- «Доле, де ти?! Живий звук» на вірші Т. Шевченка — 2007 р. (м. Київ)

Участь в збірниках:
- «Кобзар. Нові Акценти» — 2001 р.;
- «Рок-Кобзар (Пісні На Вірші Тараса Шевченка)» — 2004 р.;
- «Koбzar Forever. Пісні На Вірші Тараса Шевченка» — 2005 р.

## Нагороди
- Премія ім. Василя Стуса 2011 р.